# Луиза Елеонора фон Хоенлое-Лангенбург
Луиза Елеонора фон Хоенлое-Лангенбург (на немски: Luise Eleonore Prinzessin zu Hohenlohe-Langenburg; * 11 август 1763, Лангенбург, Баден-Вюртемберг; † 30 април 1837, Майнинген, Тюрингия) е принцеса от Хоенлое-Лангенбург и чрез женитба херцогиня на Саксония-Майнинген (1782 – 1803) и от 1803 до 1821 г. регентка на Саксония-Майнинген.

## Живот
Дъщеря е на княз Кристиан Албрехт фон Хоенлое-Лангенбург (1726 – 1789) и съпругата му принцеса Каролина фон Щолберг-Гедерн (1732–1796), дъщеря на княз Фридрих Карл фон Щолберг-Гедерн (1693 – 1767) и графиня Луиза Хенриета фон Насау-Саарбрюкен (1705 – 1766). Нейният брат Карл Лудвиг (1762 – 1825) е 3. княз на Хоенлое-Лангенбург.
Луиза Елеонора се омъжва на 27 ноември 1782 г. в Лангенбург за херцог Георг I фон Саксония-Майнинген (1761 – 1803) от ернестинската линия на Ветините, най-малкият син на херцог Антон Улрих фон Саксония-Майнинген (1687 – 1763) и втората му съпруга принцеса Шарлота Амалия фон Хесен-Филипстал (1730 – 1801).
Георг I е с лабилно здраве и умира на 42 години в Майнинген на 24 декември 1803 г. Луиза Елеонора поема регентството за нейния син Бернхард II. Когато синът ѝ става пълнолетен, тя започва да пътува, между другото при дъщеря си в Англия. Бернхард II построява за нея от 1821 до 1823 г. дворец (Großes Palais) в Майнинген.
Луиза Елеонора умира на 30 април 1837 г. на 73 години в Майнинген, Тюрингия, и е погребана там в „Английската градина“.

## Деца
Луиза Елеонора и Георг I имат децата:
- Аделхайд (1792 – 1849), омъжена на 13 юли 1818 г. в Лондон за Уилям IV (1765 – 1837), бъдещ крал на Великобритания, крал на Хановер
- Ида (1794 – 1852), омъжена на 30 май 1816 г. в Майнинген за принц Карл Бернхард фон Саксония-Ваймар-Айзенах (1792 – 1862)
- мъртвородена дъщеря (*/† 16 октомври 1796)
- Бернхард II (1800 – 1882), херцог на Саксония-Майнинген, женен на 23 март 1825 г. в Касел за принцеса Мария Фридерика фон Хесен-Касел (1804 – 1888), дъщеря на курфюрст Вилхелм II фон Хесен-Касел